# حسن‌آباد رامجرد
حسن‌آباد رامجرد روستایی در دهستان مجدآباد بخش مرکزی شهرستان مرودشت استان فارس ایران است.

## جمعیت
بر پایه سرشماری عمومی نفوس و مسکن در سال ۱۳۹۵ جمعیت این روستا ۳۳۳ نفر (۹۷خانوار) بوده‌است.